# Tantilla oolitica
Tantilla oolitica là một loài rắn trong họ Rắn nước. Loài này được Telford mô tả khoa học đầu tiên năm 1966.